# 水牛城
水牛城（/ˈbʌfəloʊ/，又被译为水牛城）是美国紐約州西部的一座城市，位于伊利湖東端、尼亞加拉河的源頭。人口278,349（2020年人口普查，是美国第78大城市；布法罗-卡特羅格斯都會區人口合共有約121.6萬人），是紐約州第二大城市（僅次於紐約市）、伊利縣首府。對岸為加拿大安大略省伊利堡。布法罗以其冬季大雪、水牛城辣雞翅和两支大联盟球队——全国橄榄球联盟（NFL）的布法罗比尔队和国家冰球联盟（NHL）的布法罗军刀队而闻名。

## 歷史
開埠於1801年，原名伊利湖，後改為布法罗克里克（Buffalo Creek），最後縮寫成Buffalo。Buffalo原意是亚洲水牛或者非洲水牛，但这里是指美洲野牛（American bison）。曾經是「地下鐵路」的終站之一。1851年建市。在19世紀曾經與美國幾位總統結下緣份：米勒德·菲爾莫爾當選前是當地永久居民，並且是水牛城大學（即今紐約州立大學水牛城分校）的首任校長。格羅弗·克利夫蘭在1854至1882年間在當地居住，並在1882至1883年任市長。威廉·麥金萊在1901年9月6日在泛美博覽會上遇刺，八日後去世。副總統西奧多·羅斯福當日在Wilcox Mansion宣誓接任（現為老羅斯福就任國家史跡）。
得益於尼亞加拉瀑布的發電廠，成為北美洲第一個大規模供電的城市，故有「光城」的外號。在20世紀初期，由於地處五大湖區與伊利運河的交界，吸引了來自愛爾蘭、意大利、德國和波蘭在鋼鐵及麵粉業工作。由於人口遷移（流出量是高峰期人口的50%，而且是少數人口100萬以上的都會區出現人口減少的現象）和聖勞倫斯水道的開通，城市在近半世紀走向衰落。在上世紀90年代當地美式橄榄球隊水牛城比爾（Buffalo Bills）連續四年在超级碗比賽中落敗後，有報章歸咎於「麥金萊之詛咒」，並以此解釋比尔队及冰球隊布法罗军刀從來無法贏得聯賽冠军，但事实上這個神話並不能解釋世紀初的繁榮以及曾經發生過總統刺殺事件的華盛頓和達拉斯的優秀成績。
今日水牛城正拋掉過去工業城市的形象，重新自我定位為文化、教育和醫療中心。2005年被《读者文摘》選為美國最清潔城市第三位。2001年被《今日美國報》選為「美國最友善城市」。在1996年及2002年贏得全美城市獎。
2005年選出了當地第一位非裔市長。

## 氣候
水牛城以嚴酷天氣見稱，但事實上並非如此。在東北部所有主要城市中，水牛城是最乾燥和日照最豐富的，當然降雨仍然足以保持植物青綠繁茂，而且夏末天氣頗為潮濕。而很多居民安裝空調並開挖游泳池，令滿以為那裡只有冰雪的旅客大吃一驚。
當地冬天的確比較其他地區漫長，而在大湖效應的影響下，平均降雪比多數北方城市多，但中間也有不少和緩的日子。市南郊滑雪場的降雪比市區多一倍，使之成為東北部最佳冬季渡假勝地。
引起偶然暴雪的成因，是冷風吹向伊利湖溫暖的水面，由此形成的降雪帶僅16-24公里寬，經常出現某處天朗氣清，而兩三公里外卻是飄揚著從湖上來的白雪這種奇特景象。由於伊利湖水比其餘四個淺，冬天部份湖面會封凍，雪就會停下來。歷史最有名的暴雪可能是1977年的那一次，還有2000年11月20日和2001年聖誕節前後。水牛城每年都與紐約上州其他大城市角逐「金雪球獎」（以該年冬季降雪量分勝負）。
有一個被傳媒忽略的事實是水牛城也受益於伊利湖的調節。清涼的西南風，舒緩最熱的日子，故夏天十分宜人。當地亦是全美國人均私人游泳池最多的大城市。各種水上活動盛行，而釣魚的條件，更因坐擁全美國最豐富的淡水魚資源而得天獨厚（在尼亞加拉河、伊利湖和各支流均可釣魚，包括玻璃梭鱸、黃鱸，大、小口鱸、鱒魚、北梭魚、北美狗魚和進口鮭魚）。
温带大陆性湿润气候，年较差大，四季分明。冬季寒冷，潮湿，日照少，日最高气温低于或等于0 °C（32 °F）的平均日数为49天，日最低气温低于或等于−10 °C（14 °F）的平均日数为28天，低于或等于−15 °C（5 °F）的有8.5天；夏季相对潮湿，日最高气温达30 °C（86 °F）的日数年均只有15天，35 °C（95 °F）以上的气温罕见。最冷月（1月）均温−3.6 °C（25.5 °F），极端最低气温−29 °C（−20 °F）（1934年2月9日、1961年2月2日）。最热月（7月）均温22.1 °C（71.7 °F），极端最高气温37 °C（99 °F）（1948年8月27日）。无霜期平均为182天（4月23日至10月22日），由于热岛效应和湖岸地理位置，市中心的无霜期较南郊可多出20天以上；可测量降雪平均期为11月7日至4月10日。年均降水量约1,030（40.7英寸），年极端最少降水量为563（22.16英寸）（1941年），最多为1,530（60.24英寸）（1878年）。年均降雪量为242（95.4英寸）；1918–19年的降雪量最少，积累降雪量只有64（25.0英寸），1976–77年的降雪量最多，积累降雪量为5.06（199.4英寸）。
根據官方氣象記錄，全美國只有三個城市從未錄得華氏100華氏度以上的氣溫，其中一個正是水牛城（諷刺的是，另外兩個是檀香山和坦帕）。
| 纽约州布法罗尼亚加拉国际机场（1991–2020年正常值，1871年至今极端数据）                                                           | 纽约州布法罗尼亚加拉国际机场（1991–2020年正常值，1871年至今极端数据） | 纽约州布法罗尼亚加拉国际机场（1991–2020年正常值，1871年至今极端数据） | 纽约州布法罗尼亚加拉国际机场（1991–2020年正常值，1871年至今极端数据） | 纽约州布法罗尼亚加拉国际机场（1991–2020年正常值，1871年至今极端数据） | 纽约州布法罗尼亚加拉国际机场（1991–2020年正常值，1871年至今极端数据） | 纽约州布法罗尼亚加拉国际机场（1991–2020年正常值，1871年至今极端数据） | 纽约州布法罗尼亚加拉国际机场（1991–2020年正常值，1871年至今极端数据） | 纽约州布法罗尼亚加拉国际机场（1991–2020年正常值，1871年至今极端数据） | 纽约州布法罗尼亚加拉国际机场（1991–2020年正常值，1871年至今极端数据） | 纽约州布法罗尼亚加拉国际机场（1991–2020年正常值，1871年至今极端数据） | 纽约州布法罗尼亚加拉国际机场（1991–2020年正常值，1871年至今极端数据） | 纽约州布法罗尼亚加拉国际机场（1991–2020年正常值，1871年至今极端数据） | 纽约州布法罗尼亚加拉国际机场（1991–2020年正常值，1871年至今极端数据） |
| 月份 | 1月                                                                   | 2月                                                                   | 3月                                                                   | 4月                                                                   | 5月                                                                   | 6月                                                                   | 7月                                                                   | 8月                                                                   | 9月                                                                   | 10月                                                                  | 11月                                                                  | 12月                                                                  | 全年                                                                  |
| --- | --------------------------------------------------------------------- | --------------------------------------------------------------------- | --------------------------------------------------------------------- | --------------------------------------------------------------------- | --------------------------------------------------------------------- | --------------------------------------------------------------------- | --------------------------------------------------------------------- | --------------------------------------------------------------------- | --------------------------------------------------------------------- | --------------------------------------------------------------------- | --------------------------------------------------------------------- | --------------------------------------------------------------------- | --------------------------------------------------------------------- |
| 历史最高温 °C（°F） | 22 (72)                                                               | 22 (71)                                                               | 28 (82)                                                               | 34 (94)                                                               | 34 (94)                                                               | 36 (97)                                                               | 37 (98)                                                               | 37 (99)                                                               | 37 (98)                                                               | 33 (92)                                                               | 27 (80)                                                               | 23 (74)                                                               | 37 (99)                                                               |
| 平均最高温 °C（°F） | 13.6 (56.4)                                                           | 12.5 (54.5)                                                           | 18.9 (66.0)                                                           | 25.5 (77.9)                                                           | 29.1 (84.3)                                                           | 31.2 (88.1)                                                           | 31.9 (89.5)                                                           | 31.4 (88.5)                                                           | 30.2 (86.4)                                                           | 25.5 (77.9)                                                           | 19.7 (67.4)                                                           | 13.8 (56.8)                                                           | 33.1 (91.5)                                                           |
| 平均高温 °C（°F） | 0.1 (32.1)                                                            | 0.7 (33.3)                                                            | 5.4 (41.8)                                                            | 12.6 (54.7)                                                           | 19.7 (67.4)                                                           | 24.2 (75.6)                                                           | 26.8 (80.2)                                                           | 26.1 (79.0)                                                           | 22.4 (72.3)                                                           | 15.3 (59.6)                                                           | 8.8 (47.8)                                                            | 2.9 (37.2)                                                            | 13.8 (56.8)                                                           |
| 平均低温 °C（°F） | −7.2 (19.0)                                                           | −6.9 (19.5)                                                           | −3.1 (26.4)                                                           | 2.5 (36.5)                                                            | 9.1 (48.3)                                                            | 14.5 (58.1)                                                           | 17.3 (63.1)                                                           | 16.5 (61.7)                                                           | 12.5 (54.5)                                                           | 6.6 (43.9)                                                            | 1.2 (34.2)                                                            | −3.6 (25.6)                                                           | 4.9 (40.9)                                                            |
| 平均最低温 °C（°F） | −17.3 (0.8)                                                           | −16.8 (1.7)                                                           | −12.6 (9.3)                                                           | −4.1 (24.6)                                                           | 2.0 (35.6)                                                            | 7.6 (45.6)                                                            | 11.6 (52.8)                                                           | 10.6 (51.0)                                                           | 5.0 (41.0)                                                            | −0.7 (30.7)                                                           | −6.4 (20.4)                                                           | −13.1 (8.5)                                                           | −19.3 (−2.8)                                                          |
| 历史最低温 °C（°F） | −27 (−16)                                                             | −29 (−20)                                                             | −22 (−7)                                                              | −15 (5)                                                               | −4 (25)                                                               | 2 (35)                                                                | 6 (43)                                                                | 3 (38)                                                                | 0 (32)                                                                | −7 (20)                                                               | −17 (2)                                                               | −23 (−10)                                                             | −29 (−20)                                                             |
| 平均降水量 mm（） | 85 (3.35)                                                             | 63 (2.49)                                                             | 73 (2.89)                                                             | 86 (3.37)                                                             | 86 (3.37)                                                             | 86 (3.37)                                                             | 82 (3.23)                                                             | 82 (3.23)                                                             | 104 (4.10)                                                            | 102 (4.03)                                                            | 89 (3.50)                                                             | 95 (3.75)                                                             | 1,033 (40.68)                                                         |
| 平均降雪量 cm（） | 68 (26.7)                                                             | 46 (18.1)                                                             | 36 (14.1)                                                             | 6.4 (2.5)                                                             | 0.0 (0.0)                                                             | 0.0 (0.0)                                                             | 0.0 (0.0)                                                             | 0.0 (0.0)                                                             | 0.0 (0.0)                                                             | 2.3 (0.9)                                                             | 20 (7.8)                                                              | 64 (25.3)                                                             | 242 (95.4)                                                            |
| 平均降水天数（≥ 0.01 in） | 19.2                                                                  | 15.8                                                                  | 14.8                                                                  | 13.4                                                                  | 12.8                                                                  | 11.9                                                                  | 10.8                                                                  | 10.0                                                                  | 10.9                                                                  | 14.1                                                                  | 14.4                                                                  | 17.7                                                                  | 165.8                                                                 |
| 平均降雪天数（≥ 0.1 in） | 16.4                                                                  | 13.5                                                                  | 9.1                                                                   | 3.2                                                                   | 0.0                                                                   | 0.0                                                                   | 0.0                                                                   | 0.0                                                                   | 0.0                                                                   | 0.4                                                                   | 4.7                                                                   | 12.2                                                                  | 59.5                                                                  |
| 平均相對濕度（％） | 77                                                                    | 76                                                                    | 72                                                                    | 68                                                                    | 67                                                                    | 69                                                                    | 68                                                                    | 72                                                                    | 74                                                                    | 72                                                                    | 75                                                                    | 77                                                                    | 72                                                                    |
| 月均日照時數 | 91.3                                                                  | 108.0                                                                 | 163.7                                                                 | 204.7                                                                 | 258.3                                                                 | 287.1                                                                 | 306.7                                                                 | 266.4                                                                 | 207.6                                                                 | 159.4                                                                 | 84.4                                                                  | 69.0                                                                  | 2,206.6                                                               |
| 可照百分比 | 31                                                                    | 37                                                                    | 44                                                                    | 51                                                                    | 57                                                                    | 63                                                                    | 66                                                                    | 62                                                                    | 55                                                                    | 47                                                                    | 29                                                                    | 25                                                                    | 49                                                                    |
| 来源：NOAA（1981–2010年相对湿度；1961–1990年日照） 水牛城国际交换站，1871年1月–1943年6月在市中心，1943年7月起在水牛城国际机场。 |                                                                       |                                                                       |                                                                       |                                                                       |                                                                       |                                                                       |                                                                       |                                                                       |                                                                       |                                                                       |                                                                       |                                                                       |                                                                       |

## 人口

### 城市人口
| 调查年                        | 人口    | 备注 | %±     |
| ----------------------------- | ------- | ---- | ------ |
| 1830                          | 8,668   |      | —      |
| 1840                          | 18,213  |      | 110.1% |
| 1850                          | 42,261  |      | 132.0% |
| 1860                          | 81,129  |      | 92.0%  |
| 1870                          | 117,714 |      | 45.1%  |
| 1880                          | 155,134 |      | 31.8%  |
| 1890                          | 255,664 |      | 64.8%  |
| 1900                          | 352,387 |      | 37.8%  |
| 1910                          | 423,715 |      | 20.2%  |
| 1920                          | 506,775 |      | 19.6%  |
| 1930                          | 573,076 |      | 13.1%  |
| 1940                          | 575,901 |      | 0.5%   |
| 1950                          | 580,132 |      | 0.7%   |
| 1960                          | 532,759 |      | −8.2%  |
| 1970                          | 462,768 |      | −13.1% |
| 1980                          | 357,870 |      | −22.7% |
| 1990                          | 328,123 |      | −8.3%  |
| 2000                          | 292,648 |      | −10.8% |
| 2010                          | 261,310 |      | −10.7% |
| 2020                          | 278,349 |      | 6.5%   |
| Historical Population Figures |         |      |        |

| 种族占比                   | 2020  | 2010  | 1990  | 1970  | 1940  |
| -------------------------- | ----- | ----- | ----- | ----- | ----- |
| 白人                       | 41.9% | 50.4% | 64.7% | 78.7% | 96.8% |
| —非西语裔白人              | 39.0% | 45.8% | 63.1% | n/a   | n/a   |
| 非裔美国人                 | 36.9% | 38.6% | 30.7% | 20.4% | 3.1%  |
| 西语裔/拉美裔 (含任何族裔) | 12.8% | 10.5% | 4.9%  | 1.6%  | n/a   |
| 亚裔美国人                 | 7.6%  | 3.2%  | 1.0%  | 0.2%  | n/a   |
| 其他种族                   | 5.3%  | 3.1%  | 2.8%  | 0.2%  | n/a   |

跟五大湖地区其他的老工业城市一样，水牛城经历了由于工厂倒闭带来的长达半个世纪的人口衰减。城市人口在1950年的时候达到顶峰，而当时它是美国第十五大城市。从此之后，它的人口就开始下降，尤其是70年代末80年代初，该城5年之内流失了近三分之一的人口。人口变化以及对于该地区工业的影响是非常巨大的，尤其是像水牛城这样因为运河而兴起的城市，随着五大湖航线的开通而日益衰落。根据美国人口统计数据显示，目前水牛城的人口总量仅相当于1890年的水平，经历了一场近120年的轮回。
根据2000年的人口统计，水牛城市中心仅有29万多人、12万户、6万7千多个家庭。人口密度为每平方千米2782人。其中白人占54.43%，非洲裔37.23%，西班牙裔7.54%，亚裔1.4%，印第安族裔0.77%。人口最多的5大族群分别是德裔（13.6%），爱尔兰裔（12.2%），意大利裔（11.7%），波兰裔（11.7%），和英裔（4.0%）。黑人比例相对很高。
在这12万多户里面，有28.6%的住户有18岁以下未成年人，27.6%是结婚的夫妻，22.3%是单身女性，45.4%是无家庭独身居住者。37.7%的住户是同居在一起的个人，12.1%是65岁以上的空巢单身老人。平均住户人口为2.29人每户，平均家庭人口数为3.07人。
城市人口中有26.3%的18岁以下未成年人，11.3%介于18岁和24岁（青年），29.3%介于25岁和44岁（壮年），19.6%介于45岁和64岁（中年），以及13.4%的65岁以上老年人。中间年龄为34岁。每100个女性对应88.6个男性，而每100个成年女性对应83.5个成年男性。总体来讲女多男少。
城市里面每户的年收入相对较低，仅有$24,536美元。而家庭中间收入则为$30,614美元。男性平均收入为$30,938美元，而女性则为$23,982美元。城市的人均收入仅有$14,991美元。有26.6%的人口和23%的家庭处于贫困线以下。总人口中38.4%为18岁以下未成年人，还有14%的65岁以上老年人生活在贫困线以下。

### 大都会区人口
在2006年，伊利县和尼亚加拉县合计共有人口约115万多，其中白人占82.2%，非洲裔13%，西班牙裔3.3%，亚裔1.32%，印第安族裔0.6%，其他族裔1.4%。在大都会区有近40%的人口在18岁以下或者64岁以上，中间年龄为38岁。总人口的82.88%拥有高中毕业文凭，其中23.2%拥有大学本科文凭。家庭年收入的中间数为48400美元，而人均年收入则只有39000美元。大约有8%的人口处于贫困线以下。
另外在尼亚加拉瀑布地区有较多印度人，他们多工作于当地大赌场。在纽约州立大学水牛城分校，印度留学生大约有一千多人，中国留学生大约有一千人，韩国留学生大约五百多人，日本留学生大约有两三百人。

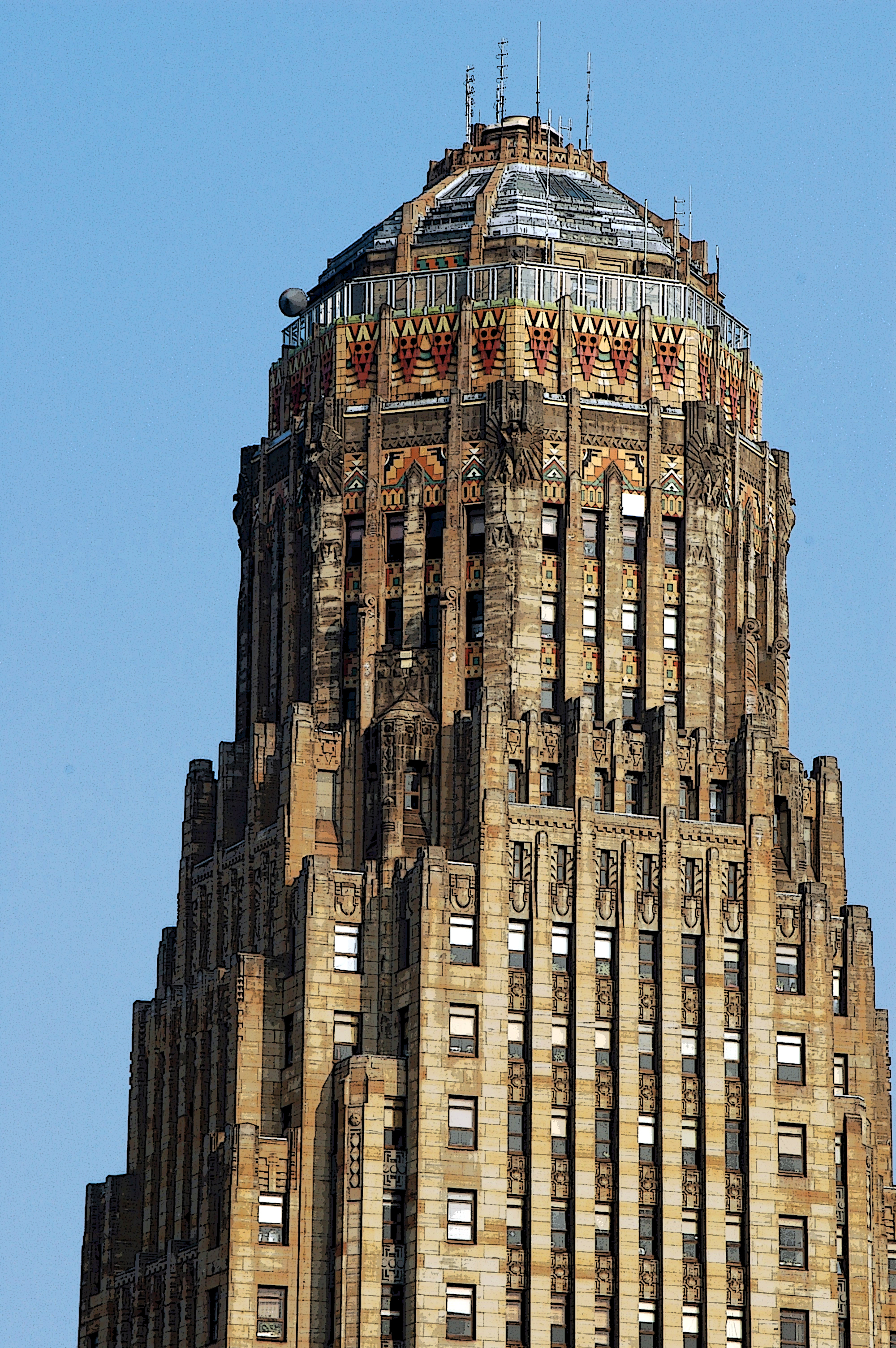
裝飾風藝術的水牛城市政廳

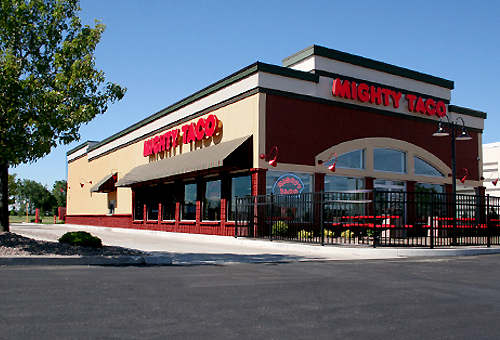
MightyTaco連鎖餐廳

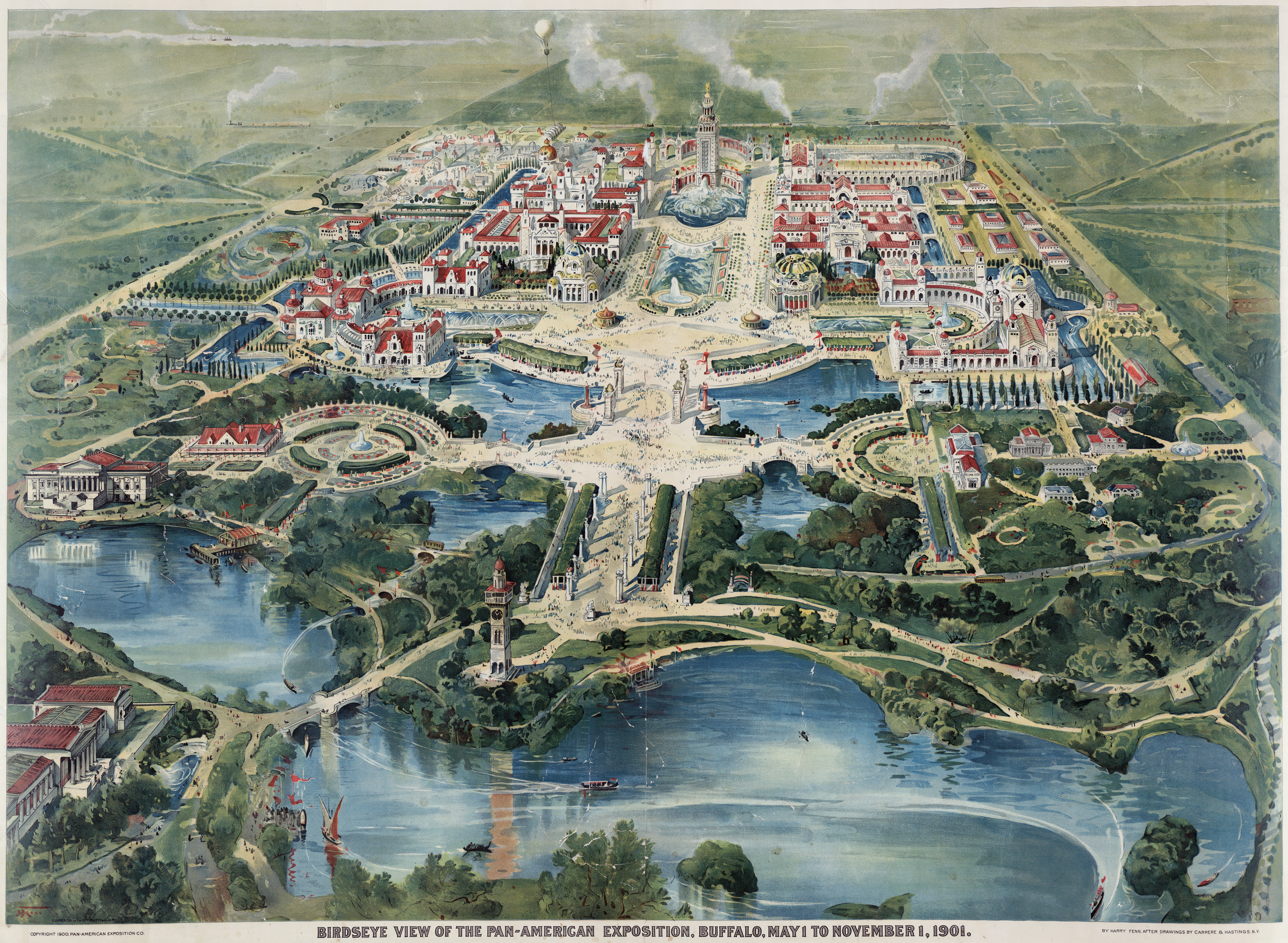
1901年水牛城博覽會

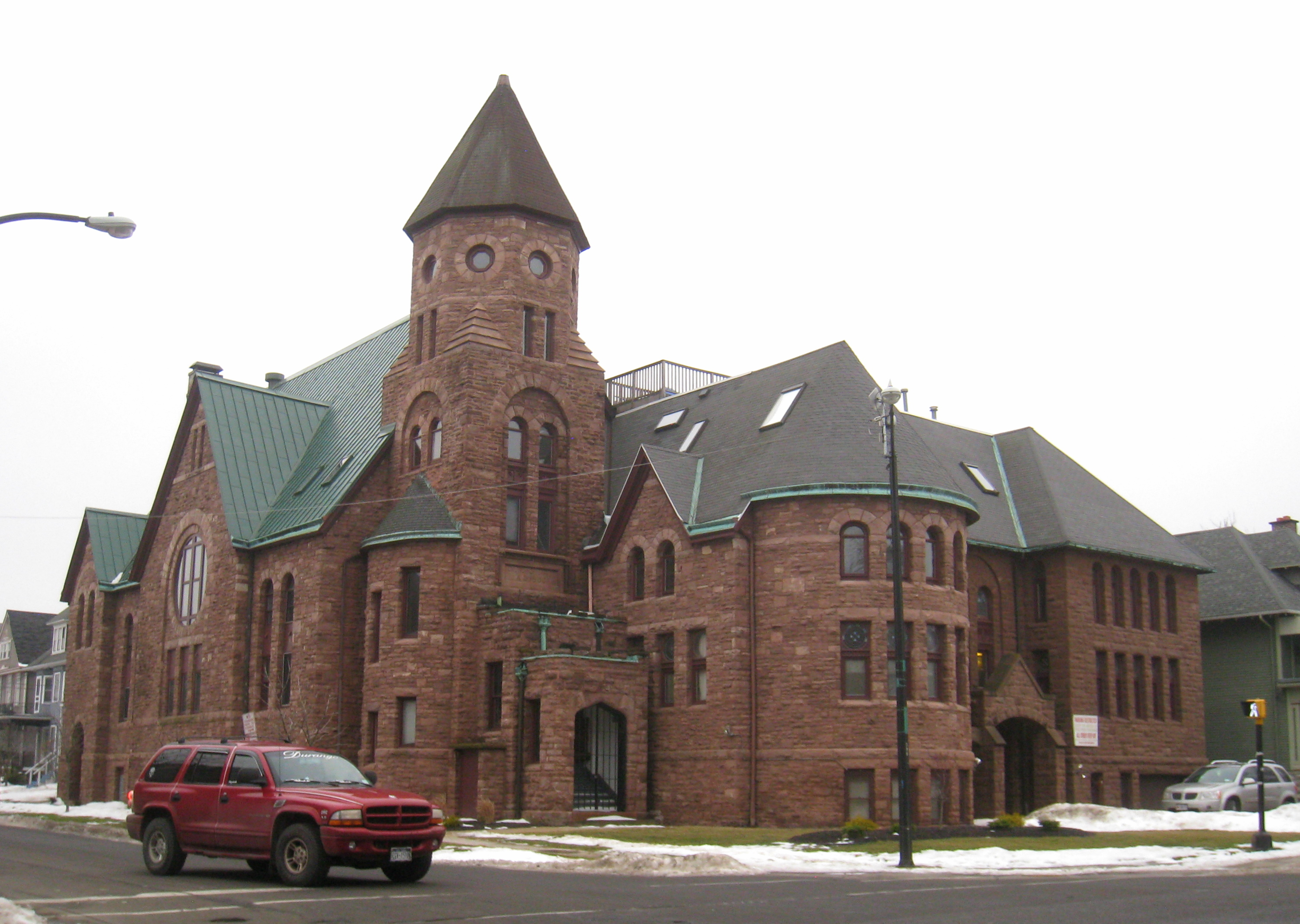
衛理教堂

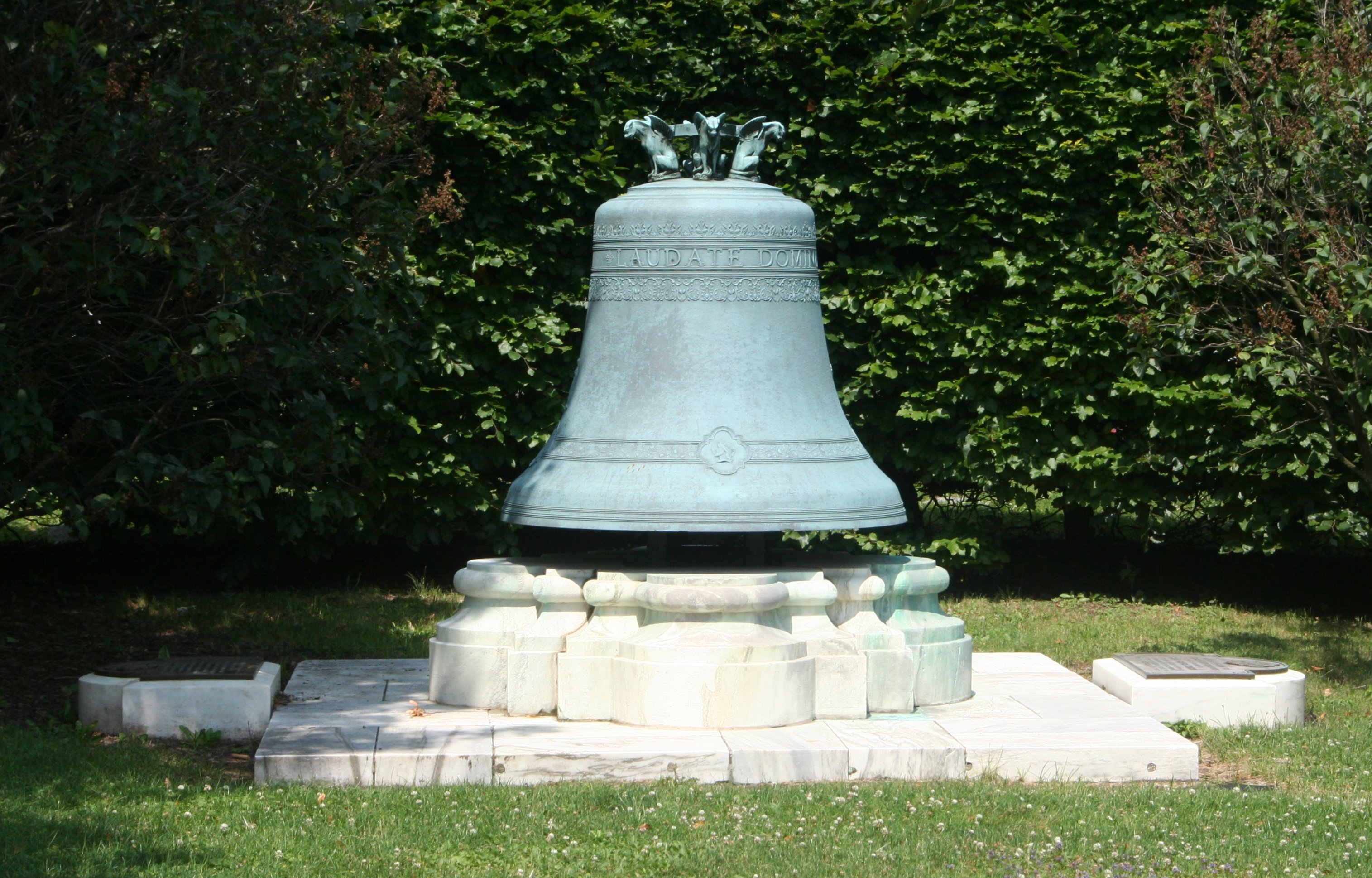
水牛大鐘

## 經濟

### 工业背景
水牛城及周边地区曾经长期从事商业铁路、飞机制造、钢铁工业、汽车制造、五大湖航运以及谷物储藏，而这些产业如今大多都已销声匿迹了。主要的炼钢业巨头都已经不在这附近了，只有少数小钢厂的管理部门得以保存，比如直布罗陀工业公司，它曾经是一个主要的建筑、工业、车用钢铁的制造、加工、运输企业，现在它的总部仍然在水牛城。
水牛城工业产业链的土崩瓦解是美国五大湖老工业基地（俗称“铁锈带”）的衰落的一部分，其他情况类似的城市还有克利夫兰、底特律、匹兹堡和扬斯敦，它们都必须做出调整使经济状况得到改善。与匹兹堡调整后得到的经济状况的好转不同，水牛城基本上和克利夫兰一样从上个世纪中叶开始一蹶不振，直到现在仍然面对长期以来的经济衰退问题和人口锐减问题。
另外，福特汽车公司至今仍然保留了它在水牛城南部的一个冲压工厂。雪佛莱也有两个工厂，一个制造工厂在北城边的塔纳万达镇（Tonawanda）附近，另一个工具和钢模厂在市中心。汽车使用的雨刷是在水牛城发明的，一个叫Trico的小公司仍然在当地生产。而曾经所有的这些工业都是水牛城兴旺一时的基础，当时的水牛城也是仅次于芝加哥的美国第二大铁路枢纽。
寇蒂斯-莱特公司曾经是美国第二大机器制造商，美国第一大飞机制造商，1929年由寇帝斯飞机与发动机公司和莱特航空合并而成。寇帝斯-莱特公司最成功的战斗机是P-40，这种战斗机在第二次世界大战期间制造了将近14000架。在中国参加战斗的飞虎队也使用这种飞机。寇帝斯-莱特公司制造的C-46型运输机是另外一种在第二此世界大战期间同中国密切相关的飞机，这种飞机被用在跨越喜马拉雅山的驼峰航线中的物资运输。1950年关闭飞机制造厂转型飞机配件离开布法罗。
贝尔飞机公司曾经生产P39战机，后来制造出第一架超音速飞机，第一架商用直升机，贝尔直升机被卖到了德州。在尼亚加拉机场可以看到贝尔飞机公司的残部，贝尔曾经捐献很多给布法罗大学，布法罗大学有贝尔教学楼。
卡尔斯本公司（Calspan）本来是寇蒂斯-莱特公司为了税务优惠捐献出来的风洞实验室，先是组建了康奈尔大学航空工程系，后来当时的实验室主任佛纳斯组建了布法罗大学航空工程系，布法罗大学有佛纳斯教学楼，最后独立上市。

### 经济现状
高失业率。从整体看，水牛城的就业率随着人口的外迁和减少而持续恶化。2005年的失业率高达6.6，这比纽约州5.0%平均水平高出32%。而从2005年第四季度到2006年第四季度，水牛城没有任何新增就业机会，在全美326个最大县中排在271位。而近两年的失业率随着新增就业机会的增加而有好转趋势，已经从2005年的6.6%和2006年的5.2%下降到了2007年7月份的4.9%。
工业企业的就业机会持续减少，是第二大就业机会减少原因，2006年年初同比2005年净减少一万七千个就业岗位。而其他的产业部门则表现良好，有了长足发展。教育和医疗仅2006年一年就新增就业岗位三万余个，但是超过两万个新增就业岗位集中于高技术和商业（金融业）领域，導致金融海嘯後受創嚴重失業率接近8%。
參與設計聖勞倫斯水道的美軍工程部隊在當地設有辦事處。

#### 生物科技
進入21世紀，水牛城已經成為生物訊息及人類基因研究中心，當中包括紐約州立大學水牛城分校及罗斯维尔帕克（Roswell Park）癌症研究中心研究人員的參與。分校亦致力研發具抗震能力的建築物。

#### 银行业
水牛城的主要银行有美国汇丰银行、美洲银行、M&T银行、Key银行、Citizen银行等。汇丰银行是本地最大银行、其次是M&T(本地商业银行主要业务在纽约州西部)，本地没有花旗银行。
水牛城曾经是汇丰银行北美总部。汇丰银行的全球总部1997年香港主權移交后从香港搬到了伦敦，而之后收购了当时美国的大银行“海丰银行”（Marine Midland Bank），就把设于水牛城的高达40层的“海丰银行大楼”设为汇丰美国总部，命名为“一号汇丰大楼”（One HSBC Tower）。美国汇丰之所以没有把总部设到纽约市主要是当时看中了这里是兼顾到美国纽约市和加拿大多伦多的重要枢纽、当然还有纽约昂贵的房价。之后于1999年收购了纽约公共国家银行（Republic National Bank）之后，将总部迁往纽约市。

### 大公司
| 公司名称                                   | 行业           | 全日制员工数 |
| ------------------------------------------ | -------------- | ------------ |
| Kaleida Health                             | 医疗卫生       | 10,000       |
| 美国汇丰银行                               | 商业银行       | 5,848        |
| Catholic Health System 天主教健康系统      | 医疗卫生       | 4,949        |
| Employer Services Corp.                    | 劳工服务       | 4,880        |
| M&T                                        | 本地商业银行   | 4,820        |
| Tops Markets LLC                           | 超市供应       | 4,673        |
| Seneca Gaming Corp. 赛内卡赌博集团         | 赌场娱乐       | 4,020        |
| Catholic Diocese of Buffalo 水牛城天主教区 | 宗教机构       | 3,700        |
| Wegmans食品超市                            | 超市零售       | 3,288        |
| Roswell Park Cancer Institute              | 癌症治疗与研究 | 2,699        |

## 基础设施
布法罗轻轨
布法罗尼亚加拉国际机场

## 教育
- 纽约州立大学布法罗分校（UB: University at Buffalo, SUNY）
- 纽约州立大学布法罗学院（Buffalo State College）
- 伊利县学院（ECC: Erie County College）

## 名勝
- 水牛城及伊利縣植物園
- 伊利運河
- 馬丁住宅
- 麦金莱纪念碑
- 尼亞加拉瀑布

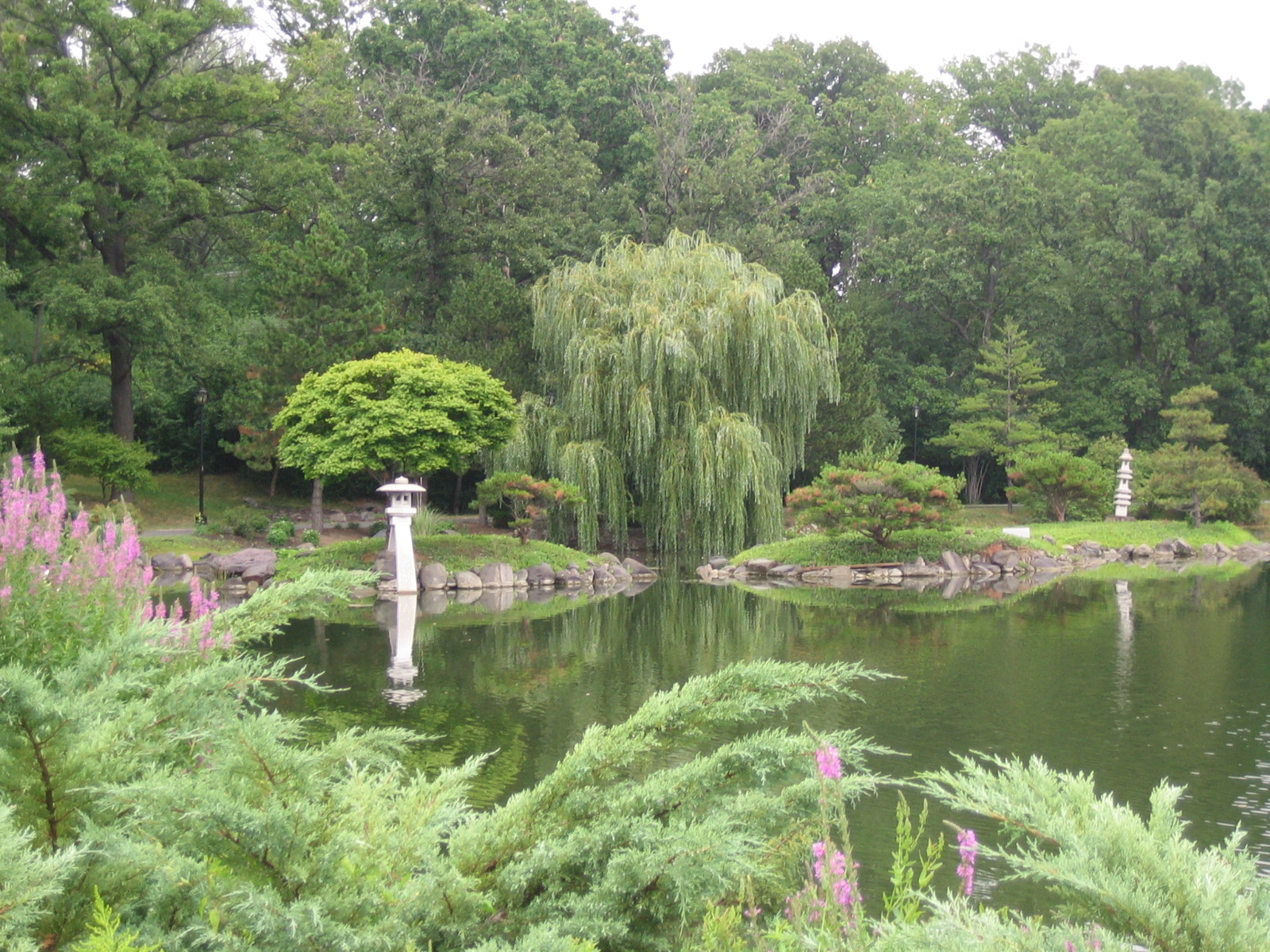
水牛城的一個日式庭院公園

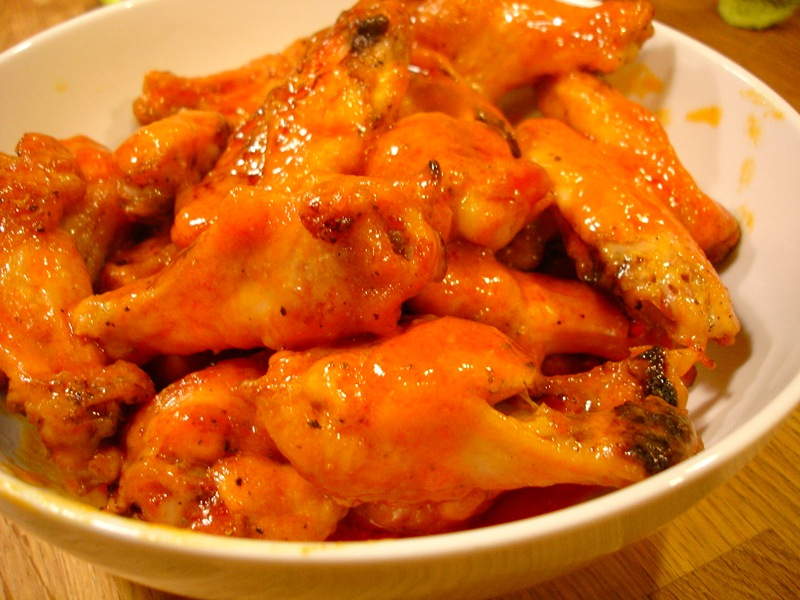
水牛城辣雞翅

- 停靠在水牛城及伊利縣海軍及軍事公園的美國海軍克里夫蘭級輕型巡洋艦小石城號 (CG-4)

## 特色食品
Beef on Weck（一種烤牛肉三明治）、Sahlen's熱狗、軟糖、東歐式餃子和炸魚都是當地受歡迎的食品。1964年10月3日Anchor Bar的店主/主廚 Teressa Bellissimo 發明了著名的Buffalo Wings水牛城辣雞翅。正如當地地處紐約和芝加哥之間，當地的比薩餅也具有界乎兩者之間的特點（紐約餅皮薄脆而芝加哥餅皮較高）。

## 体育
- NFL的水牛城比尔
- NHL的水牛城軍刀
- 2020年因應加拿大所實施之防疫政策，MLB的多倫多藍鳥無法在其主場－羅傑斯中心出賽，故暫借其水牛城的小聯盟球場－薩倫球場 （同時也是藍鳥旗下的3A球隊水牛城野牛主場）作為主場。2021年則因天氣寒冷，季初則在其位於佛羅里達州達尼丁春訓場所－TD棒球場出賽，直到六月才回到水牛城，7月30日重新回到多倫多主場比賽。

## 重大事件
- 1901年5月1日至当年11月2日，泛美博览会在水牛城举办。主要原因是当时水牛城是美国第八大城市而且是最重要的铁路枢纽型城市。美国第25任总统、共和党人威廉·麦金莱（William McKinley）在9月6日出席该博览会在音乐殿堂举办的公众欢迎仪式上时被无政府主义者里昂·柯佐罗滋枪杀，并于9月14日身亡。
- 1993年夏季世界大学生运动会：第十七届夏季大学生运动会于1993年8月7日-8月18日在美国的水牛城举行。共有来自117个国家，一共5105名运动员参加。主要赛事在纽约州立大学水牛城分校举办。
- 2022年水牛城槍擊案：2022年5月14日美國紐約州水牛城一家Tops Friendly Markets超市發生大規模槍擊事件，造成十人喪生，三人受傷。槍手在射擊時還用Twitch對現場進行直播，後來該槍擊犯被拘留。他在案發前曾表示自己是一位白人優越主義者。

## 姐妹城市
- 法國里爾
- 德国多特蒙德
- 中华人民共和国常州市
- 日本金澤市
- 波蘭Rzeszów
- 俄羅斯特維爾
- 乌克兰Drohobych
- 義大利錫耶納
- 以色列Qiryat Gat
- 海岸角

## 趣聞
- 金凱瑞（Jim Carrey）所主演的《王牌天神》(Bruce Almighty）的背景在水牛城（拍攝的地點是聖地牙哥）。
- 水牛城的地铁系統是全美國最小的。
- 當地的公園及花園道系統是全美國最古老的。當中德拉瓦公園據信是紐約中央公園的原型。
- 在1950年拆卸的拉爾金行政大廈是有紀錄以來首座全空調辦公樓。

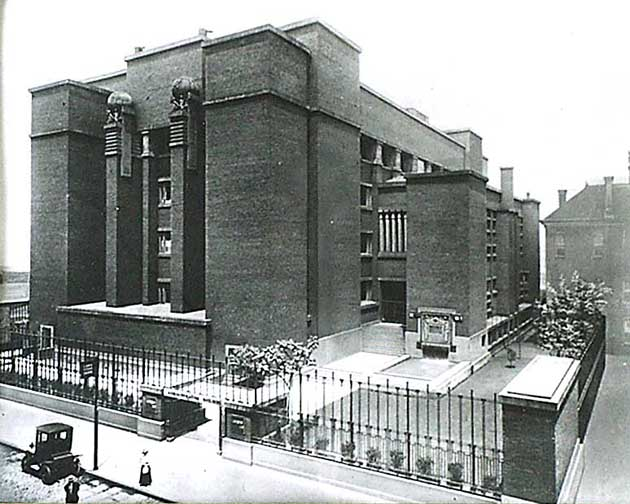
拉爾金大廈

## 名人
- 马海德，原名沙菲克·乔治·海德姆，醫生
- 咕咕玩偶摇滚乐队。1998年凭借一曲为电影《天使之城》而写的歌曲《Iris》（爱丽丝）成为当年最卖座单曲，创造上榜《告示牌》无线冠军榜18周纪录，至今无人打破。

## 別名
除了上述的「光城」，水牛城其他的別名有：
- 王后之城：在纽约州仅次于纽约市的第二大城市，20世紀初在大湖區的地位僅次於芝加哥。
- 五分錢城：源於20世紀初美國五分錢背面的野牛圖案
- 好鄰居之城：形容當地居民的態度

## 外部連結
- 官方网站
- NYPL Digital Gallery, Media related to Buffalo[]
- Library of Congress, Prints & Photos Division, Historical items related to Buffalo （页面存档备份，存于）
- WNED Documentaries and Specials （页面存档备份，存于） — Historical and cultural programming related to Buffalo from Buffalo–Toronto Public Media
- 中的“水牛城”
- OpenStreetMap上有關水牛城的地理